# Саломон (король Бретані)
Саломон (Salaun, 810/820 — 25 червня 874) — король Бретані у 857—874 роках.

## Життєпис

### Граф
Син Ріваллона III, графа Поер. Народився між 810 і 820 роками. Брав участь у походах свого дядька Номіное та двоюрідного брата Еріспое. У 852 році отримав графства Нант, Ренн та сеньйорію Рец, натомість визнав зверхність франкського короля Карла II Лисого. Стає найвпливовішим феодалом при королі Бретані Еріспое.
Скориставшись невдоволенням частини бретонської знаті діями Еріспое, який мав мирні стосунки з франками, Саломон влаштував змову проти останнього. В результаті короля Еріспое було вбито в Талансаці. Новим королем став Саломон.

### Король
У 858 році підтримав повстання франкських аристократів, завдавши поразки Людовику Заїци, сину короля Карла II Лисого. Після цього рушив до Орлеана, куди спрямував свої війська Людовик II Німецький. Перемовини 859 року з представниками Карла Лисого біля Туля призвели до остаточної відмови Саломона визнавати владу королів франків.
В подальшій боротьбі Саломон вирішив спиратися на війська норманів та данів. Протягом 860—863 років успішно діяв проти франків. В результаті Карл Лисий змушений був поступитися бретонцям частиною Анжуйського графства, за яку Саломон склав васальну присягу.
У 865—866 роках король Бретані разом з норманами вдирався до Менського графства, завдавши 866 року поразки у битві при Бріссарті франкам на чолі з Робертом Сильним. Незважаючи на звернення Папи Римського Миколая I, відмовлявся сплачувати данину королю Карлу II. У 867 році почалися перемовини в Компьєні між представниками Саломона і Карла Лисого. За умовами перемовин Саломон отримав графства Авранш і Котантен.
868 року Саломон отримав від Карла II корону та інші регалії. Того ж року король Західно-Франкської держави став хрещеним сина Саломона. Водночас розпочав перемовини з папським престолом, щодо отримання єпископом Долу паліуму архієпископа.
З 870 року вів тривалі війни з норманами, яких до 873 змусив залишити межі Бретанcького королівства . У 874 році в союзі з Карлом II переміг норманів в Анжуйському графстві, віднявши у них місто Анжер.
У 874 Саломона було схоплено в результаті змови Паскветена, графа Ванна, Гурвана, графа Ренна, Віго, сина графа Корнуаля. Сина і спадкоємця бретонського короля Віго було вбито. Самого Саломона видано франкам, які того осліпили, а наступного дня він помер. Після цього розпочалася боротьба за владу в Бретані.

## Родина
Дружина — Вембріт.
Діти:
- Віго (866—874)
- Рівалон (д/н—871)
- Простлон, дружина Паскветена, графа Ванна